# Serie A1 2011-2012 (pallanuoto maschile)
La Serie A1 2011-2012 è stata la 93ª edizione della massima serie del campionato italiano maschile di pallanuoto. La regular season è partita il 1º ottobre 2011 e si è conclusa sabato 17 marzo 2012; i Play-off sono iniziati l'11 aprile e sono terminati con la gara 3 della finale per il 5º posto il 23 maggio. Il campionato ha effettuato una lunga pausa dal 21 dicembre al 4 febbraio a causa degli impegni della nazionale.
Le squadre neopromosse sono state il Catania, al ritorno in A1 dopo due stagioni di assenza, l'esordiente Acquachiara e il Civitavecchia, che ha rilevato titolo sportivo del Latina Pallanuoto.
Al termine della stagione la Pro Recco si è laureata campione d'Italia per la 26ª volta, la 7ª consecutiva,  e sono retrocesse in Serie A2 Catania e Civitavecchia.

## Squadre partecipanti
| Club          | Città              | Piscina                          | Stagione 2010-2011                                    |
| ------------- | ------------------ | -------------------------------- | ----------------------------------------------------- |
| Acquachiara   | Napoli             | Piscina Felice Scandone          | 1ª nel girone Sud di Serie A2; vincitore Play-off     |
| AN Brescia    | Brescia            | Piscina Palasystema              | 5ª in Serie A1                                        |
| Bogliasco     | Bogliasco (GE)     | Piscina Comunale Gianni Vassallo | 4ª in Serie A1                                        |
| Camogli       | Camogli (GE)       | Piscina Giuva Baldini            | 7ª in Serie A1                                        |
| Catania       | Catania            | Piscina di Nesima                | 2ª nel girone Sud di Serie A2; vincitore Play-off     |
| Civitavecchia | Civitavecchia (RM) | Pala Enel "Marco Galli"          | 3ª nel girone Sud di Serie A2; semifinalista Play-off |
| Florentia     | Firenze            | Piscina Goffredo Nannini         | 6ª in Serie A1                                        |
| Nervi         | Genova             | Stadio di Albaro                 | 10ª in Serie A1                                       |
| Ortigia       | Siracusa           | Piscina Paolo Caldarella         | 9ª in Serie A1                                        |
| Posillipo     | Napoli             | Piscina Felice Scandone          | 3ª in Serie A1                                        |
| Pro Recco     | Recco (GE)         | Piscina comunale di Sori         | 1ª in Serie A1; campione d'Italia in carica           |
| Savona        | Savona             | Piscina Carlo Zanelli            | 2ª in Serie A1                                        |

## Allenatori
| Club          | Allenatore            |
| ------------- | --------------------- |
| Acquachiara   | Maurizio Mirarchi     |
| AN Brescia    | Alessandro Bovo       |
| Bogliasco     | Daniele Magalotti     |
| Camogli       | Emil Nikolić          |
| Catania       | Giuseppe Dato         |
| Civitavecchia | Marco Pagliarini      |
| Florentia     | Leonardo Sottani      |
| Nervi         | Massimiliano Ferretti |
| Ortigia       | Aldo Baio             |
| Posillipo     | Carlo Silipo          |
| Pro Recco     | Giuseppe Porzio       |
| Savona        | Andrea Pisano         |

## Regular season

### Classifica
|  |     | Regular season 2011-2012 | Pti | G  | V  | N | P  | GF  | GS  | DR   |
|  | --- | ------------------------ | --- | -- | -- | - | -- | --- | --- | ---- |
|  | 1.  | Pro Recco                | 60  | 22 | 20 | 0 | 2  | 301 | 158 | +143 |
|  | 2.  | AN Brescia               | 52  | 22 | 17 | 1 | 4  | 273 | 196 | +77  |
|  | 3.  | Savona                   | 51  | 22 | 16 | 3 | 3  | 266 | 209 | +57  |
|  | 4.  | Acquachiara              | 49  | 22 | 15 | 4 | 3  | 209 | 181 | +28  |
|  | 5.  | Posillipo                | 37  | 22 | 11 | 4 | 7  | 197 | 180 | +17  |
|  | 6.  | Camogli                  | 27  | 22 | 8  | 3 | 11 | 212 | 246 | -34  |
|  | 7.  | Florentia                | 26  | 22 | 6  | 8 | 8  | 203 | 231 | -28  |
|  | 8.  | Bogliasco                | 20  | 22 | 6  | 2 | 14 | 218 | 254 | -36  |
|  | 9.  | Ortigia                  | 18  | 22 | 5  | 3 | 14 | 188 | 228 | -40  |
|  | 10. | Nervi                    | 18  | 22 | 5  | 3 | 14 | 186 | 227 | -41  |
|  | 11. | Civitavecchia            | 13  | 22 | 4  | 1 | 17 | 171 | 220 | -49  |
|  | 12. | Catania                  | 9   | 22 | 3  | 0 | 19 | 181 | 275 | -94  |

### Calendario e risultati
| 01-10-11 | 1ª giornata               | 03-12-11 |
| 12-4     | Acquachiara - Camogli     | 9-8      |
| 6-6      | Florentia - Nervi         | 8-7      |
| 3-12     | Ortigia - Brescia         | 8-14     |
| 12-8     | Posillipo - Civitavecchia | 9-6      |
| 11-5     | Pro Recco - Bogliasco     | 10-5     |
| 14-10    | Savona - Catania          | 14-7     |

| 26-10-11 | 4ª giornata               | 21-12-11 |
| 12-10    | Brescia - Pro Recco       | 8-13     |
| 14-15    | Camogli - Savona          | 7-14     |
| 8-10     | Catania - Ortigia         | 7-10     |
| 10-8     | Civitavecchia - Florentia | 10-12    |
| 11-8     | Nervi - Bogliasco         | 9-13     |
| 8-9      | Posillipo - Acquachiara   | 6-7      |

| 05-11-11 | 7ª giornata               | 18-02-12 |
| 14-9     | Bogliasco - Civitavecchia | 8-7      |
| 10-7     | Camogli - Catania         | 9-8      |
| 10-10    | Florentia - Acquachiara   | 10-10    |
| 10-10    | Nervi - Brescia           | 11-22    |
| 13-5     | Pro Recco - Ortigia       | 16-10    |
| 12-9     | Savona - Posillipo        | 12-10    |

| 23-11-11 | 10ª giornata            | 10-03-12 |
| 11-9     | Acquachiara - Bogliasco | 13-11    |
| 7-9      | Civitavecchia - Brescia | 11-18    |
| 9-15     | Florentia - Savona      | 11-11    |
| 8-7      | Ortigia - Nervi         | 6-8      |
| 10-7     | Posillipo - Camogli     | 12-12    |
| 17-7     | Pro Recco - Catania     | 15-7     |

| 08-10-11 | 2ª giornata             | 10-12-11 |
| 11-19    | Bogliasco - Savona      | 9-17     |
| 12-7     | Brescia - Acquachiara   | 12-13    |
| 7-8      | Camogli - Florentia     | 11-11    |
| 6-9      | Catania - Posillipo     | 6-11     |
| 8-9      | Civitavecchia - Ortigia | 9-8      |
| 4-17     | Nervi - Pro Recco       | 4-17     |

| 29-10-11 | 5ª giornata               | 04-02-12 |
| 5-4      | Acquachiara - Ortigia     | 12-11    |
| 8-8      | Bogliasco - Camogli       | 12-13    |
| 8-14     | Florentia - Posillipo     | 6-6      |
| 16-7     | Nervi - Catania           | 13-14    |
| 19-6     | Pro Recco - Civitavecchia | 17-5     |
| 11-8     | Savona - Brescia          | 7-9      |

| 12-11-11 | 8ª giornata             | 29-02-12 |
| 9-6      | Acquachiara - Pro Recco | 7-15     |
| 19-11    | Brescia - Camogli       | 11-10    |
| 7-8      | Catania - Florentia     | 12-17    |
| 7-4      | Civitavecchia - Nervi   | 5-10     |
| 8-9      | Ortigia - Savona        | 9-14     |
| 14-9     | Posillipo - Bogliasco   | 8-8      |

| 30-11-11 | 11ª giornata            | 17-03-12 |
| 8-7      | Bogliasco - Florentia   | 8-13     |
| 10-6     | Brescia - Posillipo     | 4-6      |
| 11-9     | Camogli - Ortigia       | 13-10    |
| 7-10     | Catania - Civitavecchia | 13-12    |
| 7-10     | Nervi - Acquachiara     | 8-9      |
| 12-14    | Savona - Pro Recco      | 8-12     |

| 15-10-11 | 3ª giornata                 | 17-12-11 |
| 8-6      | Acquachiara - Civitavecchia | 5-5      |
| 20-11    | Bogliasco - Catania         | 9-10     |
| 10-12    | Florentia - Brescia         | 7-17     |
| 7-9      | Ortigia - Posillipo         | 7-7      |
| 21-6     | Pro Recco - Camogli         | 15-10    |
| 10-10    | Savona - Nervi              | 12-9     |

| 01-11-11 | 6ª giornata            | 10-02-12 |
| 17-10    | Brescia - Bogliasco    | 11-7     |
| 7-5      | Camogli - Nervi        | 14-15    |
| 6-9      | Catania - Acquachiara  | 3-16     |
| 5-8      | Civitavecchia - Savona | 10-12    |
| 8-8      | Ortigia - Florentia    | 11-11    |
| 9-11     | Posillipo - Pro Recco  | 4-11     |

| 19-11-11 | 9ª giornata             | 03-03-12 |
| 19-15    | Bogliasco - Ortigia     | 7-10     |
| 15-9     | Brescia - Catania       | 11-9     |
| 12-8     | Camogli - Civitavecchia | 8-7      |
| 7-8      | Nervi - Posillipo       | 7-10     |
| 18-7     | Pro Recco - Florentia   | 13-8     |
| 8-8      | Savona - Acquachiara    | 12-10    |

## Play-off
Tutte le gare dei Play-off si disputano al meglio di due vittorie, con gara 1 e l'eventuale gara 3 in casa della squadra meglio classificata al termine della stagione regolare. Per l'assegnazione dei posti nelle Coppe Europee le squadre sconfitte in semifinale disputano la finale per il terzo posto e quelle sconfitte nei quarti affrontano semifinali e finale per il 5º posto. Dal 7º al 12º posto vale il piazzamento della stagione regolare.

### Tabellone
|  | Quarti di finale | Quarti di finale | Quarti di finale | Quarti di finale | Quarti di finale |  |  | Semifinali | Semifinali | Semifinali | Semifinali | Semifinali |   |   | Finale | Finale    | Finale    | Finale | Finale |  |
|  |                  |                  |                  |                  |                  |  |  |            |            |            |            |            |   |   |        |           |           |        |        |  |
|  | 1                | Pro Recco        | Pro Recco        | 17               | 18               |  |  |            |            |            |            |            |   |   |        |           |           |        |        |  |
|  | 8                | Bogliasco        | Bogliasco        | 8                | 7                |  |  | 1          | Pro Recco  | Pro Recco  | 12         | 9          |   |   |        |           |           |        |        |  |
|  | 4                | Acquachiara      | 8                | 12               | 6                |  |  | 5          | Posillipo  | Posillipo  | 7          | 5          |   |   |        |           |           |        |        |  |
|  | 5                | Posillipo        | 11               | 11               | 7                |  |  |            |            |            |            |            |   |   | 1      | Pro Recco | Pro Recco | 9      | 12     |  |
|  | 2                | AN Brescia       | AN Brescia       | 5                | 12               |  |  |            |            | 2          | AN Brescia | AN Brescia | 8 | 8 |        |           |           |        |        |  |
|  | 7                | Florentia        | Florentia        | 4                | 11               |  |  | 2          | AN Brescia | 13         | 10         | 8          |   |   |        |           |           |        |        |  |
|  | 3                | Savona           | 14               | 10               | 11               |  |  | 3          | Savona     | 12         | 11         | 6          |   |   |        |           |           |        |        |  |
|  | 6                | Camogli          | 12               | 13               | 7                |  |  |            |            |            |            |            |   |   |        |           |           |        |        |  |

### Risultati

#### Quarti di finale
- Gara 1

| Arbitri: | Bensaia Saeli |

|                                 |           |           |
| 3: Giorgetti, Benedek, Zloković | Marcatori | 4: Nossek |

| Arbitri: | Savinović (CRO) Franulović (CRO) |

|             |           |                |
| 4: Petković | Marcatori | 2: 4 giocatori |

| Arbitri: | Brasiliano Pinato |

|               |           |           |
| 3: Presciutti | Marcatori | 2: Pagani |

| Arbitri: | De Meo Pascucci |

|                              |           |                    |
| 3: Rizzo, M.Janović, Aicardi | Marcatori | 3: Luongo, Steardo |

- Gara 2

| Arbitri: | Taccini Lo Dico |

|           |           |                      |
| 4: Nossek | Marcatori | 4: Giacoppo, Lapenna |

| Arbitri: | Savarese Bianco |

|             |           |          |
| 4: Pašković | Marcatori | 4: Märcz |

| Arbitri: | Gomez Rovida |

|                       |           |               |
| 3: Español, Di Fulvio | Marcatori | 4: Presciutti |

| Arbitri: | Caputi Colombo |

|           |           |          |
| 3: Luongo | Marcatori | 4: Rizzo |

- Gara 3

| Arbitri: | Severo Brasiliano |

|                |           |             |
| 1: 6 giocatori | Marcatori | 2: Minguell |

| Arbitri: | Collantoni Pinato |

|                |           |           |
| 3: Mistrangelo | Marcatori | 3: Luongo |

#### Semifinali
- Gara 1

| Arbitri: | Ceccarelli Paoletti |

|                             |           |                      |
| 2: Felugo, Zloković, Ivović | Marcatori | 3: Pašković, Saccoia |

| Arbitri: | Peris (CRO) Radičević (CRO) |

|         |           |                 |
| 6: Elez | Marcatori | 4: G.Fiorentini |

- Gara 2

| Arbitri: | Riccitelli Taccini |

|            |           |                      |
| 2: Saccoia | Marcatori | 2: Figlioli, Benedek |

| Arbitri: | Bianchi Paoletti |

|                                 |           |         |
| 2: Aicardi, G.Fiorentini, Rizzo | Marcatori | 4: Nora |

- Gara 3

| Arbitri: | Taccini Collantoni |

|               |           |             |
| 3: Presciutti | Marcatori | 2: Petrović |

#### Finale 3º posto
- Gara 1

| Arbitri: | Bianchi De Meo |

|             |           |             |
| 3: Petrović | Marcatori | 4: Pašković |

- Gara 2

| Arbitri: | Paoletti Saeli |

|                    |           |                      |
| 2: Pérez, Pašković | Marcatori | 2: Bianco, Fulcheris |

#### Finale Scudetto
- Gara 1

| Arbitri: | Stampalija (CRO) Vlašić (CRO) |

|           |           |                                   |
| 4: Ivović | Marcatori | 2: Presciutti, R.Calcaterra, Elez |

- Gara 2

| Arbitri: | Caputi Severo |

|           |           |             |
| 3: Loncar | Marcatori | 4: Zloković |

### Tabellone 5º posto
|  | Semifinali | Semifinali  | Semifinali  | Semifinali | Semifinali |  |  | Finale | Finale      | Finale | Finale | Finale |  |
|  |            |             |             |            |            |  |  |        |             |        |        |        |  |
|  | 4          | Acquachiara | Acquachiara | 9          | 9          |  |  |        |             |        |        |        |  |
|  | 8          | Bogliasco   | Bogliasco   | 8          | 8          |  |  | 4      | Acquachiara | 8      | 11     | 9      |  |
|  | 6          | Camogli     | Camogli     | 6          | 12         |  |  | 7      | Florentia   | 7      | 12     | 10     |  |
|  | 7          | Florentia   | Florentia   | 8          | 13         |  |  |        |             |        |        |        |  |

### Risultati

#### Semifinali
- Gara 1

| Arbitri: | Collantoni Scappini |

|             |           |              |
| 3: Primorac | Marcatori | 2: Camilleri |

| Arbitri: | De Meo Lo Dico |

|             |           |                           |
| 3: Astarita | Marcatori | 2: Di Fulvio, Gobbi, Bini |

- Gara 2

| Arbitri: | Ceccarelli Saeli |

|              |           |                    |
| 2: Camilleri | Marcatori | 3: Petković, Märcz |

| Arbitri: | Centineo Pascucci |

|           |           |           |
| 4: Pagani | Marcatori | 4: Luongo |

#### Finale 5º posto
- Gara 1

| Arbitri: | Rovida Taccini |

|                       |           |           |
| 2: Petković, Fiorillo | Marcatori | 3: Pagani |

- Gara 2

| Arbitri: | Pinato Savarese |

|              |           |                |
| 5: Di Fulvio | Marcatori | 2: 4 giocatori |

- Gara 3

| Arbitri: | Bianco Brasiliano |

|             |           |           |
| 3: Primorac | Marcatori | 5: Pagani |

## Classifica finale
|  |     | Classifica finale 2011-2012 | G  | V  | N | P  | GF  | GS  | DR   |
|  | --- | --------------------------- | -- | -- | - | -- | --- | --- | ---- |
|  | 1.  | Pro Recco                   | 28 | 26 | 0 | 2  | 378 | 201 | +177 |
|  | 2.  | AN Brescia                  | 29 | 21 | 1 | 7  | 337 | 261 | +76  |
|  | 3.  | Posillipo                   | 29 | 15 | 4 | 10 | 261 | 242 | +19  |
|  | 4.  | Savona                      | 30 | 19 | 3 | 8  | 345 | 295 | +50  |
|  | 5.  | Florentia                   | 29 | 10 | 8 | 11 | 268 | 294 | -26  |
|  | 6.  | Acquachiara                 | 30 | 19 | 4 | 7  | 281 | 255 | +26  |
|  | 7.  | Camogli                     | 27 | 9  | 3 | 15 | 262 | 302 | -40  |
|  | 8.  | Bogliasco                   | 26 | 6  | 2 | 18 | 249 | 307 | -58  |
|  | 9.  | Ortigia                     | 22 | 5  | 3 | 14 | 188 | 228 | -40  |
|  | 10. | Nervi                       | 22 | 5  | 3 | 14 | 186 | 227 | -41  |
|  | 11. | Civitavecchia               | 22 | 4  | 1 | 17 | 171 | 220 | -49  |
|  | 12. | Catania                     | 22 | 3  | 0 | 19 | 181 | 275 | -94  |

## Verdetti
- Pro Recco Campione d'Italia 2011-2012
- Pro Recco,  AN Brescia e  Posillipo qualificate alla LEN Champions League 2012-2013.
- Savona e  Florentia qualificate alla LEN Euro Cup 2012-2013.
- Catania e  Civitavecchia retrocesse in Serie A2.

## Classifica marcatori
|                | Gol | Marcatore            | Squadra     |
| -------------- | --- | -------------------- | ----------- |
|                | 80  | Christian Presciutti | AN Brescia  |
|                | 78  | Valerio Rizzo        | Savona      |
|                | 65  | Antonio Petković     | Acquachiara |
|                | 58  | Teo Đogaš            | Ortigia     |
|                | 58  | Marko Elez           | AN Brescia  |
|                | 55  | Federico Pagani      | Florentia   |
|                | 52  | Steven Camilleri     | Bogliasco   |
|                | 52  | Mlađan Janović       | Savona      |
|                | 50  | Stefano Luongo       | Camogli     |
|                | 50  | Tamás Märcz          | Acquachiara |
|                | 49  | Tibor Benedek        | Pro Recco   |
|                | 49  | Valentino Gallo      | Posillipo   |
| Regular Season |     |                      |             |
|                | 66  | Christian Presciutti | AN Brescia  |
|                | 65  | Valerio Rizzo        | Savona      |
|                | 59  | Teo Đogaš            | Ortigia     |
|                | 51  | Antonio Petković     | Acquachiara |
|                | 49  | Steven Camilleri     | Bogliasco   |
|                |     |                      |             |